# Doplang (Bawen)
Doplang is een bestuurslaag in het regentschap Semarang van de provincie Midden-Java, Indonesië. Doplang telt 4259 inwoners (volkstelling 2010).